# Centralne Biuro Konstrukcyjne 29
Centralne Biuro Konstrukcyjne 29 (ros. «Центральное конструкторское бюро 29»), zwane też tupolewską szaragą (ros. «Туполевская шарага») — lotnicze biuro konstrukcyjne podlegające NKWD z siedzibą w Moskwie, przy ul. Radio 24. Biuro działało od wiosny roku 1939 do czerwca roku 1941. 
W biurze pracowali jako więźniowie m.in. Siergiej Korolow, Andriej Tupolew, Władimir Pietlakow i Władimir Miasiszczew. 
W biura opracowano konstrukcje samolotów Pe-2 i Tu-2.